# Erythrodiplax fusca
Die Erythrodiplax fusca ist eine Libellenart der Gattung Erythrodiplax aus der Unterfamilie Sympetrinae. Sie kommt im Osten der USA und Argentinien vor.

## Merkmale

### Bau der Imago

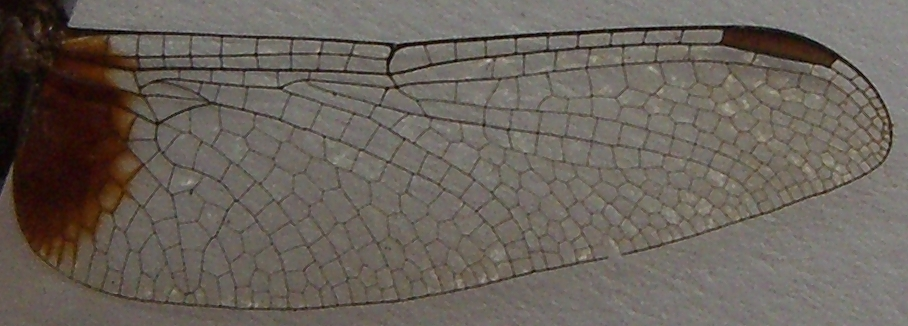
Hinterflügel eines Männchens

Das Tier erreicht eine Länge von 24–28 mm, wobei 16–22 mm davon auf das Abdomen entfallen. Die Hinterflügel sind zwischen 19 und 28 mm lang. 
Junge Männchen weisen eine gelblich-bräunliche Farbgebung und weisen am Abdomen seitlich braune Streifen auf. Mit dem Alter verändert sich die Farbe rasch in einen leuchtenden rotbräunlichen Farbton. Das Abdomen färbt sich dann im Laufe des weiteren Alterungsprozesses in ein helles aschblau. Der Cerci ist braun.
Die Männchen haben einen gegenüber den Weibchen stärker ausgeprägten Schatten am Flügelansatz, der farblich von hellgelb bis zu einem ausgeprägten dunkelrot bewegt.

### Bau der Larve
Die Larve hat einen bis auf am Prothorax unbehaarten Körper. Der Kopf ist länger als der Thorax, wobei am Unterkiefer vier Einkerbungen vorhanden sind. Die molare Zahnformel ist (2-4), allerdings stets ohne molaren Damm. Das dritte Segment der Antennen ist das längste. Die paarigen Seitenplatten (Ventrolateralplatten) des elften Hinterleibssegmentes, der so genannte Paraproct, sind von der Seite gesehen glatt.

## Ähnliche Arten
Neben der Ähnlichkeit zu einigen Vertretern der eigenen Gattung wie zum Beispiel der Erythrodiplax basifusca und Erythrodiplax minuscula, von denen sie aber spätestens als ausgewachsenes Tier durch ihre leuchtend rote Farbgebung unterschieden werden kann, kann die E. minuscula auch mit der Ladona deplanata verwechselt werden. Diese weist allerdings braune Streifen an der Basis der Flügel auf.